# Проектные сети
Проектная сеть — технологическая платформа, онлайн-сервис или веб-сайт, предназначенные для предоставления возможности самоорганизации участникам, обладающим ключевыми компетенциями, в проектную команду, для выполнения мероприятий с изначально установленными целями, достижение которых определяет завершение проекта.

## Отличие от социальной сети
Принципиальным отличием предлагаемой сетевой структуры является установление контактов между специалистами, заинтересованными в участии в конкретном проекте, выполнение проекта и его коммерциализация, тогда как структура организации разнообразных существующих социальных сетей ориентирована только на обмен информацией. При этом, финансирование проектов может быть самым разнообразным, от работы по конкретному заказу, до работы в инициативном порядке, с последующим участии в тендере или ином виде коммерциализации результатов проекта.

## Теоретические аспекты
Изучение специализированных сетей, к которым относятся предлагаемые проектные сети, в теоретическом аспекте далеко от завершения — это связано с опережением практического применения сетевых структур над их теоретическим исследованием. В то же время использование современных возможностей информационных технологий позволяет по новому взглянуть на процессы формирования научных, технических и технологических проектных групп и всех аспектов, связанных с процессом инициации и выполнением работы над проектами. Многие, на первый взгляд, разнородные, исследования в технологии, социологии, телекоммуникации и других науках основаны на постулате несводимости структурных описаний к единым моделям специализированных сетей. Однако любые исследования и разработки, проводимые с использованием информационных технологий, во многих областях, можно рассматривать через призму классического управления проектами. В этом отношении теория, разработанная применительно для социальных сетей, очевидно, нуждается в определённой модификации.

## Подходы в исследовании проектных сетей
В настоящий момент, теории социальных сетей исследуют, в основном, следующие вопросы:
- статистические свойства сетей;
- модели сетей;
- прогнозирование процессов, происходящих в сетях.

В исследованиях, которые носят прикладной характер, используются типичные характеристики, такие как: размер сети, сетевая плотность, степень и плотность центральности и эквивалентность.
Общие подходы применяемые для анализа социальных сетей могут быть применены и для анализа проектных сетей, естественно с учётом определённой специфики инициации и ведения проектов. Прежде всего, эта специфика отражается в самих элементах, которые и образуют проектную сеть.
Для дальнейшего исследования проектных сетей целесообразно ввести некоторые понятия. На начальном этапе проектная сеть находится в «спящем режиме», то есть в сети происходит обычный, для социальной сети, информационный обмен между потенциальными участниками проектных команд и, следовательно, в сети взаимодействуют «традиционные агенты» или акторы. После того, как в рамках процессов инициации проектов, в сети появляются проектные команды (описание механизмов инициации проектных команд выходит за рамки настоящей статьи), что выражается в появлении узлов с повышенной концентрацией связей, проектная сеть выходит из «спящего режима» и начинает выполнять свои функции по обеспечению реализации инициированных проектов. Для обозначения образовавшихся в проектной сети рабочих команд, то есть узлов с повышенной концентрацией связей между акторами, вводится понятие актора 1 уровня. Это базовое понятие для проектной сети, так как оно обозначает наличие в проектной сети действующей команды выполняющей проект. В случае, если акторы 1 уровня устанавливают связи между собой, например, в рамках матричной организационной структуры, вводится понятие актора 2 уровня. Графическое представление акторов 1 и 2 уровней приведено на рисунке 1.

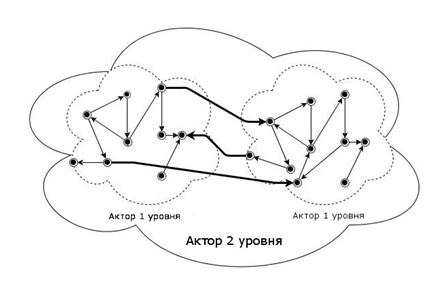
Рис.1 Графическое представление акторов 1 и 2 уровней в проектной сети

Одним из важных элементов исследования проектных сетей является построение моделей, которые отражают специфику их функционирования. Применяя классификацию, предложенную в, для создания одной из моделей проектных сетей, можно предложить использовать статистические модели социальных сетей и, в частности, модель слабых связей.
В современном обществе специализированные сети неформальных отношений позволяют трудоустроиться, через «on-line биржи», проводить информационный обмен, разрешать проблемы, минуя государственные и иные традиционные структуры, в ряде случаев, они позволяют получать заказы на выполнении небольших по объёму работ (фрилансеры). Есть основания полагать, что повышение статуса профессиональной группы (в том числе и проектной), приводит к увеличению потока информации в сетях неформальных социальных и профессиональных контактов. Причём, так называемые слабые информационные связи, то есть связи с мало известными коллегами или проектными командами, могут быть более эффективны, нежели «сильные связи» — с постоянными сотрудниками, при этом не исключено проявление эффекта синергии.
При построении моделей проектных сетей, по аналогии с социальными сетями, следует ввести понятие кластеризации. Например, если в сетевом графе имеются связь между вершинами 1 и 2 , и между 2 и 3 это неизбежно приводит к связи между 1 и 3. Важную роль в таких моделях имеют понятия эластичности и коэффициента корреляции сети.
Если для описания конкретной социальной или проектной сети применить понятие случайной сети, то с позиций математики это будет не корректно. В работе указывается, что к понятию случайной сети можно перейти через создание статистического ансамбля сетей (множества сетей), в котором каждый конкретная сеть имеет свою вероятность реализации, то есть каждая сеть ансамбля имеет свой собственный статистический вес. После создания такого ансамбля можно вычислить среднее значение для некоторой величины в случайной сети, путём усреднения этой величины по всем реализациям, принимая во внимания их статистический вес. Этот, в известной мере, упрощённый подход реализован в случайных сетях, которые обычно представляются случайными графами (модель Эрдеша-Реньи). У этой модели, в статистическом ансамбле которой приведены графы с некоторым количеством узлов X и некоторым количеством связей Y, все графы (сети) имеют одинаковый статистический вес реализации. Из этого следует вывод, что для таких сетей вероятность существования связи между любыми двумя узлами одинакова.
Одной из ключевых характеристик случайных сетей, важной для понимания свойств и процессов, которые в них происходят, является такая статистическая характеристика случайной сети как распределение узлов по числу связей (DD,degree distribution).
Характеристика DD, распределение узлов по числу связей P(q) есть вероятность того, что случайно выбранный узел в случайной сети имеет степень q :
{\displaystyle P(q)=\{N(q)\}/N}
Здесь {N(q)} — среднее число узлов степени q в сети, при этом усреднение берётся по всему ансамблю. Суммарное число узлов у всех членов этого ансамбля одинаково и может быть выражено как
{\displaystyle N=\sum _{i=1}^{n}{q}\{N(q)\}}
Исследования показали, что распределение узлов, в рассмотренных случайных сетях, по числу подходящих к ним связей может быть описано по закону распределения Пуассона. Из этого можно сделать вывод о том, что в классических случайных сетях к узлам подходит примерно одинаковое число связей и отсутствуют доминирующие узлы с большим количеством связей (hubs). С точки зрения такого подхода могут изучаться процессы происходящие в небольших социальных сетях и некоторых типах специализированных сетей.
Для описания вероятности распределения узлов по числу связей в крупных социальных сетях целесообразно применять степенное или экспоненциальное распределение. Проведённые экспериментальные исследования показали, что реальные крупные сети имеют медленно спадающее распределение узлов по числу связей, и узлы, с доминирующим числом связей, составляют заметную часть от связей всей сетевой структуры. Степенной закон распределения {\displaystyle p(q)=e^{-\lambda *q}} при больших значениях q — обычный пример медленно спадающего распределения узлов по числу связей. На рис.2.а приведено распределение случайного процесса по закону Пуассона и примерное графическое изображение сети для q=4, а на рис.2б для нормального, экспоненциального и степенного законов, для которых приведено примерное графическое изображение сети.

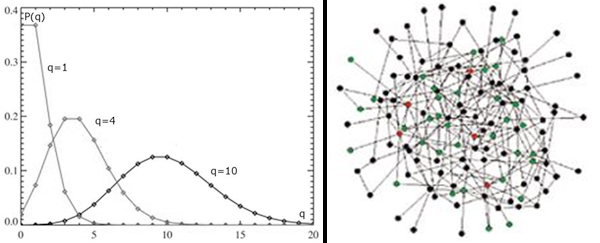
Рис.2.а Распределения случайного процесса по закону Пуассона и примерное графическое изображение сети для q=4

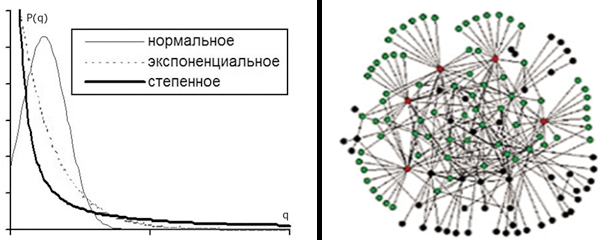
Рис.2.б Распределения случайного процесса по нормальному, экспоненциальному и степенному законам и примерное графическое изображение сети (степенной закон распределения связей в узлах)

Важной работой позволяющей понять один из подходов к построению проектных сетей является исследование Р. Альберт и Л. Барабаши, по топологии компьютерных сетей, которые в рамках экспериментальных исследований обнаружили и теоретически обосновали акторы-концентраторы (hubs) в различных видах сетей, имеющие доминирующее количество связей, по сравнению с «обычными» акторами. Они ввели понятие безмасштабных сетей (scale free networks) и выявили два условия при выполнении которых этот вид сетей возникает:
- условие роста. После образования сети с некоторым небольшим числом акторов n1, на каждом дискретном временном шаге добавляется новый актор с n (n ≤ n1) связями, причём выполняется условие n ≤ n1, которые соединяют образованный актор с n различными уже существующими акторами;

- условие предпочтительности присоединения. При выборе акторов, с которыми устанавливает связь новый актор, считается, что вероятность присоединения нового актора к существующему, зависит от прежнего числа связей последнего.

Термин «безмасштабная сеть» означает, что в сети нет узлов с некоторым типичным числом связей. Характерной отличительной чертой безмасштабных сетей является их повышенная устойчивость к повреждениям. Такого рода модель достоверно интерпретирует проектные сети, так как акторы 1 уровня слабо взаимодействуют друг с другом, да и сам проект, являясь разовым предприятием обладает конечным временем существования, но при появлении офисов проектов в сети начинают образовываться акторы-концентраторы (hubs). По теории Р. Альберт и Л. Барабаши концентраторы часто окружены меньшими концентраторами, а те, в свою очередь ещё меньшими и т. д. Это и обеспечивает повышенную устойчивость такого типа сетевых структур. Выпадение одного из концентраторов не критично для сети, так как общие связи сохранятся за счёт существования других концентраторов. Наличие в безмасштабных сетях Альберт-Барабаши концентраторов разного «объема» не противоречит тому факту, что в проектных сетях, по определению, будут присутствовать и функционировать команды различной численности. Чем крупнее проект — тем большее количество акторов объединяется в актор 1 уровня, то есть в проектную команду. Однако вопросы взаимодействия между акторами различных уровней нуждаются в дополнительном исследовании. Следует отметить, что внутренняя инфраструктура проектных сетей будет определяться их свойства и складываться по принципам или самоорганизации, или под внешним воздействием (влиянием) на сеть.
На основании приведённого материала можно сделать предположение о том, что по характеристике DD сети могут эволюционизировать. На этапе становления, например, некоторой социальной или проектной сети, распределение узлов по числу связей будет подчиняться закону Пуассона, а с ростом её популярности у пользователей будут появляться выраженные узлы-концентраторы и характеристика DD должна описываться степенным законом. Не исключено, что при спаде популярности у пользователей в социальной сети будет происходить обратный процесс, то есть сеть будет «дышать». Таким образом, сеть, социальную или проектную, можно исследовать как динамическую систему, обладающую неким начальным состоянием. Этот подход позволяет изучать динамику процессов происходящих в сетевых структурах при процессе перехода системы из одного состояния в другое. Совокупность всех допустимых состояний динамической системы обычно представляется через её фазовое пространство. Вопросы моделирования проектных сетей через представление их как динамических систем с конкретными начальными состояниями и исследование их фазовых пространств, представляет определённый научный и практический интерес, но не входит в задачу настоящей работы.
Универсальность безмасштабных сетей указывает путь дальнейшего развития идеи создания и совершенствования проектных сетей. Так наличие более крупных, чем от образования многочисленных проектных команд, или даже офисов проектов, акторов-концентраторов в сети, имеющих большое количество связей, можно трактовать как появление в проектных сетях виртуальных объединений по отраслевому признаку, например по нанотехнологии, биологии, программному обеспечению, и т. п. Следующим уровнем (появление супер концентраторов) может быть интеграция такой проектной сети в Единую информационную систему РАН или в научно-инновационную сеть России. В рамках международного сотрудничества супер концентраторами проектной сети могут, к примеру, выступить канадская «Сеть центров совершенства (NCE)», немецкая программа «Сетевой менеджмент Востока (NEMO)», французская сеть научных исследований CNRS или такие программы ЕС, как «Эврика» и Европейские Технологические Платформы.
Анализ основных подходов к исследованию и моделированию проектных сетей находится на начальном этапе. Требуется выполнить большой объём работы для создания математических моделей проектных сетей различной степени сложности и определить методику для изучения процессов, происходящих в этих структурах. При описании некоторых свойств проектных сетей (корреляции, транзитивности, структуры объединения), в настоящий момент, приходится опираться на факторы обладающие высокой степенью неопределённости.
Необходимо отметить, что создание теоретических основ анализа и синтеза проектных сетей будет иметь важное значение для практической реализации этого перспективного вида сетевой структуры.